# Benrod Electro

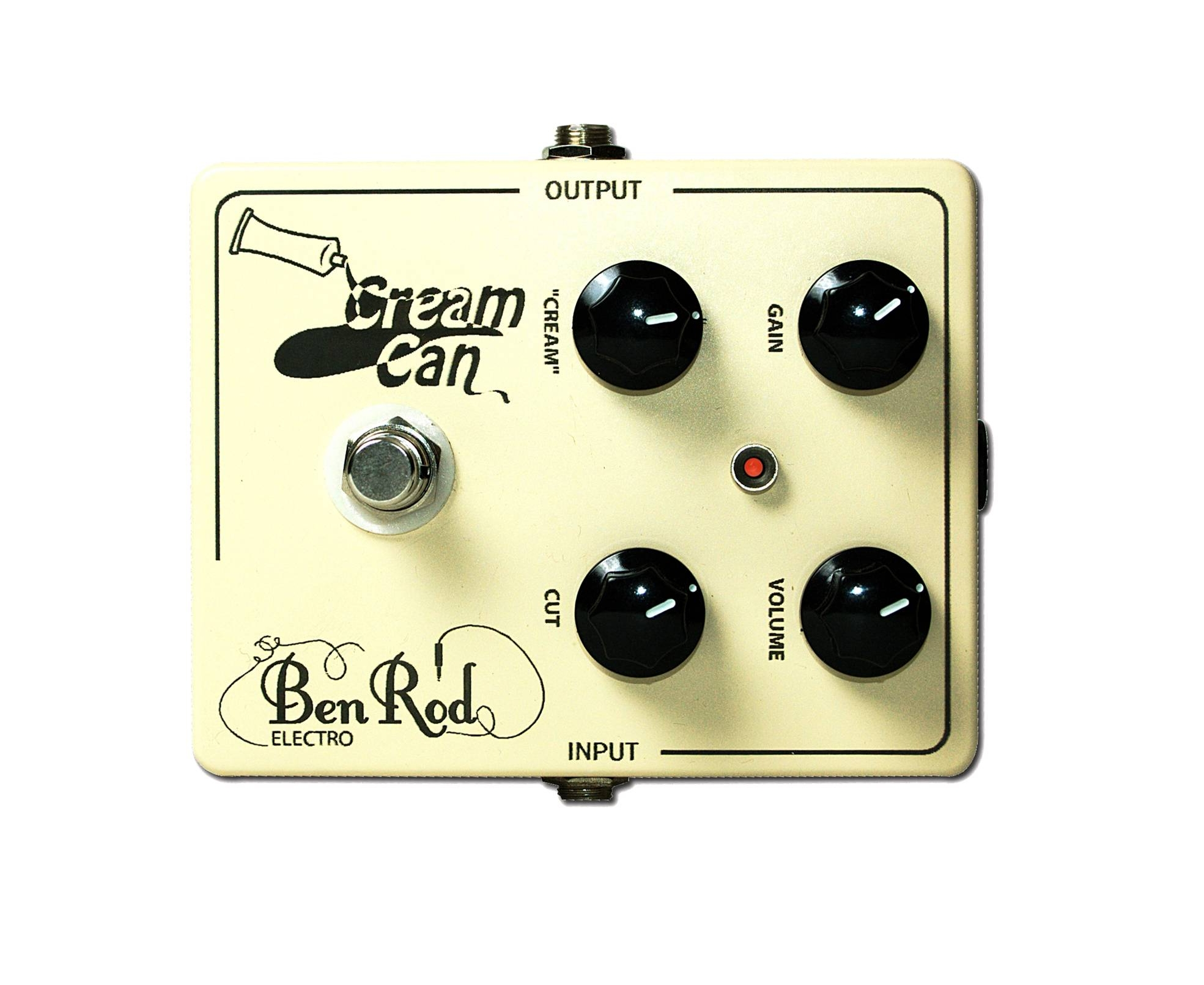
Une pédale d'effet (distorsion) Benrod Electro

L'entreprise française Benrod Electro est un fabricant d'amplificateurs à lampes pour guitare. Elle officie dans le domaine de la fabrication dite « boutique » en France : amplis et effets boutique. Elle produit également des pédales d'effets pour guitare et basse. La production est réalisée à la main.

## Histoire
L'entreprise Benrod Electro naît en 2006 lorsque Rodolphe Piette (appelé Rod), qui est alors employé dans un magasin d'électronique, a  l'idée, lassé de la piètre qualité des amplis et effets disponibles sur le marché, de fabriquer ses propres pédales d'effets. Étant guitariste depuis l'âge de 6 ans, il ne trouve pas le matériel qui lui convient chez les revendeurs d'instruments de musique. Il contacte alors un copain de longue date, Benjamin Reverchon, (appelé Ben), basé à Dublin, avec qui lancer le projet entrepreneurial. Le nom de la marque est rapidement trouvé : Ben-Rod.
Lorsqu'on lit la presse spécialisée française (Guitare Xtreme), on apprend que le projet Benrod Electro était en réalité en gestation quelques années avant sa création en 2006, les idées fondatrices, techniques et artistiques, étant majoritairement celles de Rod. C'est d'ailleurs essentiellement sous son impulsion que Benrod Electro réussit à se faire sa place et un nom en France.
Cependant, l'entreprise est créée le 1er février 2008 à Dublin, en Irlande. Elle installera sa raison sociale française à Charleville-Mezières en mars 2008.
Rod fait successivement des rencontres qui vont participer à étoffer l'image de la marque et contribuer à la création de nouveaux produits. On peut citer le journaliste et musicien reconnu 'Judge Fredd' qui a été le premier à tester les amplificateurs et effets Benrod Electro pour le magazine Guitare Xtreme. Vient ensuite le magazine Guitar Part, alors le magazine guitare le plus vendu de France, qui a testé les pédales d'effets Benrod, puis publié des bancs d'essais comparatifs et ensuite un test vidéo dans le DVD d'un des numéros.
Judge Fredd est un ambassadeur précieux pour défendre le matériel Benrod Electro. Il est responsable du test sur les vidéos officielles de présentation de Benrod Electro. C'est ainsi que Rod rencontre Magma, Louis Bertignac, Astonvilla, Zen Zila entre autres. C'est en 2009 que les présentations avec le guitariste québécois Réjean Lachance sont faites ; il est ou a été guitariste de Johnny Hallyday, Alain Bashung, Lara Fabian, Roch Voisine.
Puis d'autres rencontres suivent, tout aussi importantes : Eric Starczan, MeLL, Sébastien Hoog, Sébastien Chouard, pour n'en citer que quelques-unes.
Avril 2010 : départ de l'ancien atelier et emménagement dans des locaux plus spacieux. En juin 2010, les premiers employés sont embauchés afin de répondre correctement aux demandes croissantes des guitaristes.
20 juin 2010 : à la suite de ses nombreux désaccords avec Rod, notamment d'ordre financier, Ben décide de se désengager et demande la radiation de BenRod du registre du commerce en Irlande, de sorte qu’il ne soit plus lié juridiquement à BenRod en France, c’est-à-dire à l’entreprise de Rod. BenRod France, menée par Rod, connait dès lors un développement très fort de son image de marque ainsi que de sa notoriété, en France comme à l'international.  
L'année 2011 est riche en événements avec la rencontre de Jim, le guitar tech (« technicien guitares ») de Steve Lukather qui amène Benrod Electro à concevoir un nouveau modèle de pédale d'effet pour le Guitar Hero.
En juillet 2011, Jim intègre l'équipe Benrod en tant que démonstrateur et développeur de nouveaux produits. L'année 2011 est également le témoin du développement du réseau de revendeurs Benrod Electro en France, en Belgique et aussi au Canada. L’entreprise cesse ses activités l'année suivante.
Aujourd'hui, la marque reste un emblème de l'industrie musicale en France et les pédales d'occasion sont recherchées par les collectionneurs.

## Artistes utilisant ou ayant utilisé des amplificateurs ou effets Benrod Electro
- Steve Lukather
- Réjean Lachance (Johnny Hallyday, Alain Bashung, Lara Fabian, Roch Voisine …)
- Sébastien Chouard (Sinclair, Johnny Hallyday, Gérald de Palmas …)
- Paul Personne
- Sébastien Hoog (Izia Higelin, Daphné, Jeanne Cherhal...)
- Eric Starczan (GENERAL ELEKTRIKS)
- MeLL
- Tristan Klein
- Manu Baroux (Astonvilla)
- Jeff Smallwood (Shania Twain)
- Daniel Boivin (Shania Twain)
- Laurent Benitah (Zen Zila)
- François Bodin (Alain Bashung, Nouvelle Star …)
- Mr Mat (The Mountain Men)
- Yvan Guillevic
- Ghinzu
- Eric Morlot (Le K Morlot)
- CG (The Hard Jack)